# Ulrich Oevermann (Fußballspieler)
Ulrich Oevermann (* 17. November 1956 in Remda) ist ein ehemaliger deutscher Fußballspieler und heutiger -trainer. Er spielte in der höchsten Spielklasse des DDR-Fußballs, der Oberliga, für den FC Carl Zeiss Jena. Oevermann war als Nachwuchsnationalspieler für den DFV aktiv.

## Sportliche Laufbahn

### BSG- und Clubstationen
Oevermann kam 1973 mit 16 Jahren von der Betriebssportgemeinschaft (BSG) Einheit Rudolstadt zum FC Carl Zeiss Jena. Dort spielte er zunächst in der Juniorenoberliga. Nach Abschluss seiner Schulzeit erlernte er den Beruf des Feinmechanikers. Sein erstes Spiel in der DDR-Oberliga absolvierte er am 19. Oktober 1974, dem 9. Spieltag der Saison 1974/75. In der Begegnung FC Carl Zeiss – Stahl Riesa (2:1) wurde er als Mittelfeldspieler aufgeboten. 1975/76 kam der 20-jährige Oevermann zu zehn Oberligaeinsätzen, die er ebenfalls im Mittelfeld bestritt und von denen er fünf über die volle Distanz spielte. Seinen Durchbruch zum Stammspieler schaffte der 1,80 Meter große Oevermann in der Spielzeit 1976/77, in der er, nun in der Abwehr Libero spielend, in 25 der insgesamt 26 Oberligapunktspiele eingesetzt wurde.
Nachdem Oevermann bis zum Februar 1978 alle Punktspiele der Saison bestritten hatte, erlitt er eine schwere Verletzung, die ihn bis zum Februar 1979 außer Gefecht setzte. In den nächsten zwei Jahren wurde er nur noch sporadisch eingesetzt, und da inzwischen Rüdiger Schnuphase die Liberoposition übernommen hatte, rückte Oevermann nun in das Mittelfeld vor. In diesem Zeitraum verpasste er auch Jenas einzigen Titel während seiner Zugehörigkeit zum FC Carl Zeiss – der Gewinn des DDR-Fußballpokals 1980. Ein Jahr später gehörte er zum Endspielaufgebot des Europapokals der Pokalsieger 1980/81. Allerdings wurde er erst in der 89. Minute eingewechselt und konnte die 1:2-Niederlage gegen Dinamo Tiflis aber nicht mehr abwenden. 1981/82 hatte Oevermann noch einmal eine gute Saison, er konnte 20 Oberligapunktspiele bestreiten. Danach verletzte er sich jedoch erneut schwer und konnte während der gesamten Spielzeit 1982/83 kein Oberligaspiel absolvieren. Er spielte auch danach nicht mehr für den FC Carl Zeiss Jena, den er im Sommer 1983 verließ. Seit 1974 hatte er 92-mal in der Oberliga gespielt und dabei zehn Tore erzielt. Außerdem bestritt er 16 DDR-Pokalspiele (2 Tore) und 18 Europapokalspiele.
Zu Beginn der Saison 1983/84 wechselte Oevermann zum Oberligaabsteiger BSG Sachsenring Zwickau. Dort spielte er wieder als Mittelfeldakteur bis zum Mai 1984 in der zweitklassigen DDR-Liga, danach wurde er zum Militärdienst eingezogen. Nach seiner Entlassung im November 1985 schloss er sich der BSG Wismut Gera an, die ebenfalls in der DDR-Liga spielte. Zwischen 1986 und 1988 war er dort Mannschaftskapitän. Nach Abschluss der Saison 1988/89 beendete Oevermann seine Laufbahn als aktiver Fußballspieler.

### Auswahleinsätze
Oevermann bestritt Mitte der 1970er-Jahre zwei Begegnungen mit der DDR-Juniorennationalmannschaft. Beim UEFA-Juniorenturnier 1975, der inoffiziellen U-18-Europameisterschaft zu diesem Zeitpunkt, gehörte er zum Kader der DFV-Auswahl, aber wurde im Turnierverlauf nicht eingesetzt. Zwischen November 1976 und November 1977 absolvierte er zehn Nachwuchsländerspiele für die ostdeutsche U-21.

## Trainerlaufbahn
Im Anschluss an seine Spielerkarriere kehrte Oevermann nach Jena zurück und begann beim BSG Jenaer Glaswerk Ende der 1980er-Jahre seine Trainerlaufbahn. Als Nachfolger von Rainer Schlutter führte er die Werksmannschaft des VEB Jenaer Glaswerk in der Wendesaison auf den 1. Platz in der Geraer Bezirksliga. Wie im Vorjahr scheiterte der Meister aber in der Aufstiegsrunde zur Liga. Innerhalb seiner mehr als zehnjährigen Tätigkeit bei dem nach der Wiedervereinigung mehrmals den Namen wechselnden Verein aus der Jenaer Oberaue gelang ihm 1997 der Titelgewinn in der Thüringenliga und damit der Aufstieg in die damals viertklassige Oberliga im NOFV-Bereich.
Von 2002 bis 2005 betreute er den FC Einheit Rudolstadt in der Thüringenliga, arbeitete kurz beim ZFC Meuselwitz und beim VfB 09 Pößneck in der Oberliga Nordost. Ab Oktober 2008 übernahm er das Training beim SC 1903 Weimar in der nunmehr sechstklassigen Thüringenliga. Im November 2011 gab der Verein an, sich aus wirtschaftlichen Gründen von ihm trennen zu müssen.